# Warren Township (comté de Camden, Missouri)
Warren Township est un township du comté de Camden dans le Missouri, aux États-Unis,. En 2010, sa population s'élève à 2 466 habitants. Le township est fondé en 1841 et probablement baptisé en référence à Joseph Warren.

## Source de la traduction
- (en) Cet article est partiellement ou en totalité issu de l’article de Wikipédia en anglais intitulé « Warren Township, Camden County, Missouri » (voir la liste des auteurs).